# البطاقة الوطنية للتعريف الإلكترونية (المغرب)
البطاقة الوطنية للتعريف الإلكترونية (CNIE) هي بطاقة تعريف إلكترونية تمكن المواطن المغربي داخل المغرب أو خارجه من تفادي أي تزوير أو انتحال محتمل لهويته، تعتبر هذه البطاقة وثيقة رسمية تمكن صاحبها من التعريف بهويته وجنسيته المغربية، والتوفر عليها إجباري ابتداءً من 16 سنة حسب مشروع قانون رقم 04.20 يتعلق بالبطاقة الوطنية للتعريف الإلكترونية في المادة 15 ، كما يسمح للقاصرين الذين تزيد أعمارهم عن 12 سنة، بالحصول على البطاقة الوطنية للتعريف الإلكترونية في حالة طلب الحصول على جواز سفر، تحت نفس الإجراءات والشروط التي تطبق على البالغين. وتمتد صلاحية البطاقة الوطنية للتعريف الإلكترونية لعشر سنوات، وكذلك يمكن الحصول عليها للقاصرين الأقل من 12 سنة وتمتد صلاحية البطاقة الوطنية للتعريف الإلكترونية ل 7 سنوات شريطة أن لايتم 12 سنة قبل سنة شمسية كاملة

## تاريخ
منذ فاتح أبريل 2008، وضعت المديرية العامة للأمن الوطني رهن إشارة المواطنين بطاقة وطنية إلكترونية جديدة، بمعايير آمان متطورة، لتعويض بطاقة التعريف الورقية، وتمكن البطاقة الجديدة الإلكترونية من حماية هوية المواطنين من كل تزوير أو انتحال محتمل لهويتهم، وقد تم إحداث البطاقة الوطنية للتعريف الإلكترونية بموجب الظهير الشريف رقم 1.07.149 الصادر في 19 ذي القعدة 1428 (30 نونبر 2007) القاضي بتنفيذ القانون رقم 35.06 المحدثة بموجبه البطاقة الوطنية للتعريف الإلكترونية.
في سنة 2020، صدر مشروع قانون رقم 04.20 يتعلق بالبطاقة الوطنية للتعريف الإلكترونية، ومن بين أهم ما جاء به هو إجبارية الحصول على البطاقة الوطنية لكل مواطن مغربي عند وصوله لسن 16 سنة، كما يمكن إصدار البطاقة الوطنية للقاصر أقل من 16 سنة وذلك بطلب من نائبه الشرعي، وإمكانية إدراج عبارة إختيارية مثل «زوجة» أو «أرملة» أو «أرمل»، بالإضافة إلى تعزيز الخصائص الأمنية بالبطاقة لمحاربة التزوير أو إنتحال الهوية. لكن مشروع قانون رقم 04.20 لم يخرج للوجود بسبب خلاف حول اللغة الأمازيغية، حيث إنتقد بعض النواب في البرلمان، عدم إضافة اللغة الأمازيغية لهذه البطاقة الجديدة.

## الوثائق المطلوبة
للحصول على البطاقة الوطنية للتعريف الإلكترونية يجب التوفر على الوثائق التالية:
- شهادة الإقامة مسلمة من طرف مصالح الأمن الوطني بالوسط الحضري، أو من طرف مصالح الدرك الملكي بالوسط القروي، أو شهادة التسجيل القنصلي متضمنة لعنوان السكنى بالنسبة للمغاربة المقيمين بالخارج.
- أربعة صور فوتوغرافية للتعريف متشابهة بالألوان حديثة وأمامية وذات خلفية فاتحة اللون من حجم 4.5 x 3.5 سنتمتر (يستحسن اعتماد اللون الرمادي الفاتح والأزرق الفاتح)، بوجه مكشوف وبدون نظارات قاتمة.
- واجبات التمبر 75 درهم.
- البطاقة الوطنية القديمة.

كما هناك وثائق إضافية مطلوبة لبعض الحالات الخاصة ومنها:
- في حالة طلب البطاقة الوطنية لأول مرة (عند بلوغ 18 سنة) أو في حالة تعويض البطاقة القديمة بالبطاقة الوطنية للتعريف الإلكترونية يتم طلب نسخة مصورة من صفحة المعني بالأمر بالدفتر العائلي مع تقديم هذا الدفتر أو رسم الولادة أو نسخة كاملة من سجل الحالة المدنية (مدة صلاحية الوثيقتين الأخيرتين يجب ألا تتجاوز ثلاثة أشهر).
- في حالة ضياع أو إتلاف أو سرقة البطاقة الوطنية القديمة أو البطاقة الوطنية للتعريف الإلكترونية يتم طلب تصريح بالشرف محرر من طرف المعني بالأمر أو توقيع الاستمارة المنجزة مسبقا من طرف مصالح المديرية العامة للأمن الوطني.
- في حالة تغيير الاسم الشخصي أو العائلي أو تاريخ الولادة أو تصحيح مكان الازدياد أو رقم عقد الحالة المدنية أو النسب يتم طلب وثائق إدارية وقضائية تشهد على تلك التغييرات حسب الحالات المقدمة.
- في حالة القاصر الذي يرغب في الحصول على جواز سفر بيومتري 12 سنة فما فوق يتم طلب نسخة مصورة من صفحة المعني بالأمر بالدفتر العائلي مع تقديم هذا الدفتر أو رسم الولادة أو نسخة كاملة من سجل الحالة المدنية (مدة صلاحية الوثيقتين الأخيرتين يجب ألا تتجاوز ثلاثة أشهر). بالإضافة إلى المطبوع الخاص بطلب الحصول على جواز السفر موقع ومختوم من طرف السلطة الإدارية المحلية.

تساهم هذه البطاقة في تبسيط المساطر الإدارية كالحصول على جواز السفر المغربي، أو إجراء الامتحانات ومباريات العمل، ومختلف المعاملات الإدارية وذلك لكونها تُعفي من الإدلاء بالوثائق الرسمية وهي رسم الولادة وشهادة الإقامة وشهادة الحياة وشهادة الجنسية

## معلومات إختيارية الظهور
هناك بعض المعلومات الإضافية تظهر على البطاقة الوطنية للتعريف الإلكترونية يستلزمها تقديم وثائق إضافية وهي إختيارية للمواطنين
1. يمكن إضافة العبارة الإختيارية «زوجة» أو «أرملة» أو «أرمل» بالحروف العربية واللاتينية مع اسم المعنية أو المعني بهذه العبارة بالحروف العربية واللاتينية [6][7][8][9]
2. في 30 أكتوبر لسنة 2020 قام مصطفى الفكاك الملقب «بسوينكا» بتقديم فيديو هو وطاقمه عبر قناة في اليوتيب «أجي تفهم» يشرح فيه موضوع التبرع بالدم وأنواع الفصائل الدموية، تحدث عن مشكلة تأخر عينة من الدم من أجل معرفة فصيلة الدم وإنقاد المصاب، وأنه يمكن وضع معلومة إختيارية عن نوعية فصيلة الدم على البطاقة الوطنية للتعريف الإلكترونية في النسخة الجديدة 2020 وذلك بتقديم وثيقة أو شهادة مسلمة من طرف المركز الجهوي لتحاقن الدم لكونها تعتبر رسمية في المغرب حسب ما أشار له في الفيديو (الدقيقة 19:18) [10]

## روابط خارجية
- الموقع الرسمي للبطاقة الوطنية للتعريف الإلكترونية